# Русская община (организация)
Русская община (также известная под сокращённым названием РО) — русская ультраправая, националистическая, исламофобская, антимигрантская и провластная организация.
Организация была основана в конце 2020 года. Известна борьбой с трудовыми мигрантами в России. Негласным покровителем считается руководитель Следственного комитета России Александр Бастрыкин, соратник действующего президента России Владимира Путина. Свой расцвет организация пережила с момента начала полномасштабного вторжения России в Украину в 2022 году. Поддерживает действующую политику России.
Несмотря на противодействие трудовым мигрантам, организация фактически также противостоит коренным народам России. В частности, организация противодействует уроженцам Северного Кавказа, Башкортостана, Татарстана и другим народам, в том числе не только мусульманским, которые находятся под контролем России.

## Идеология
По собственным заявлениям, организация выступает за «единение русских людей для всех видов помощи друг другу». Организация поддерживает политический курс действующего руководства России, в том числе вторжение России в Украину и репрессии в стране. Организация сотрудничает с правоохранительными органами, в частности в ней популярна фигура главы Следственного комитета Александра Бастрыкина, выступающего против миграции, соответственно рассматривающегося данной организацией как союзник.
Организация заявляет борьбу с трудовыми мигрантами в России, проводя совместные рейды с полицейскими, в том числе рейды в мечети, устраивает облавы, занимается доносительством на мероприятия, которые, по их мнению, не соответствуют «традиционным ценностям», а также на людей, вызывающих недовольство «общинников» из-за их этнической принадлежности или поведения. В целом, деятельность организации повторяет риторику запрещённого в России националистического объединения Движение против нелегальной иммиграции.
В сентябре 2024 года в Санкт-Петербурге прошёл так называемый «марш патриотов», видео про который сделал один из лидеров организации Андрей Ткачук, в котором назвал мусульман «басурманской нечистью». В дальнейшем Ткачук обвинил спецслужбы Соединённого Королевства в разжигании розни в России, назвав русского мусульманина Мансура Гнеева и Замира Хаджимуратова их агентами, которые якобы «настраивают представителей малых народов против русских и Русской общины и против меня лично».

## История
Организация была основана в конце 2020 года. Её основателем выступил Евгений Чесноков, ранее координировавший движение «За жизнь», выступавшее за полный запрет абортов. Другими сооснователями выступили провластный журналист и бывший вице-спикер горсовета Омска Андрей Ткачук и журналист Андрей Афанасьев, работавший на телеканалах Спас и Царьград. Община развилась из ковид-диссидентского проекта Андрея Ткачука, который был создан в конце 2020 года. С «Русской общиной» действуют сообща и другие националистические организации, включая православных фундаменталистов из объединения «Сорок сороков», праворадикалов из движения «Северный человек», основанного националистом Мишей Маваши в 2022 году.
В 2023 году организация выступила против строительства мечети в московском районе Косино-Ухтомский. Её члены совместно с прочими православными активистами активно выступали против строительства мечети, выступая под лозунгом «Не дадим осквернить наши места мечетью».
Деятельность организации также затрагивает уроженцев Северного Кавказа — граждан Российской Федерации. В январе 2024 года на канале организации обсуждалась некая «чёрная бригада шишкарей», которые якобы «захватили Томскую область». Организация утверждала, что кавказцы «варварски вели себя во время сбора кедровых шишек» и «держали в страхе окрестные сёла».
На май 2025 года на официальном канале организации в Telegram около 650 тысяч подписчиков, на YouTube более миллиона подписчиков. По опубликованному списку у организации 150 региональных и городских ячеек.
По состоянию на 2025 год, «Русская община» входит в пятёрку главных доносчиков России, а по эффективности доносов занимает второе место после Екатерины Мизулиной.

## Рейды
В августе 2024 года члены организации совместно с чиновниками администрации города и полицейскими совершили нападение на уличных торговцев в Екатеринбурге. Впоследствии полиция задержала торговцев, оставив при этом их товар (фрукты и овощи) без присмотра. После их задержания члены организации начали раздавать фрукты и овощи прохожим, а те впоследствии стали красть их уже без помощи общинников. Журналисты пытались убедить общинников в том, что раздача чужого товара является кражей. В свою очередь, полиция заявила, что красть с прилавка является нормальным явлением.
В начале октября 2024 года представители «Русской общины» проводили незаконные облавы на якобы распространителей наркотических средств в Тюмени. Впоследствии на деятельность тюменского отделения общины обратили внимание сотрудники местного УМВД, однако никаких последствий для организации не было.
Вечером 8 июня 2025 года около 200 членов «Русской общины» намеревались устроить «патрулирование» улиц в московском районе Некрасовка. Акция не была согласована с властями, поэтому вскоре после сбора участников в район прибыли сотрудники правопорядка и заставили их разойтись.

## Деятельность против коренных народов
Эксперт информационно-аналитического центра Сова Вера Альперович отмечает, что «Русская община» на словах заявляет, что не имеет ничего против граждан России иных национальностей ("нерусские"). «Но это теоретически. Они подчёркивают, что не имеют претензий, готовы взаимодействовать с народами, населяющими Россию. Вопросов к чеченцам, ингушам, дагестанцам и другим гражданам РФ у них вроде как нет», — заявила Альперович. Но, как также отмечает Вера Альперович, на практике, по её мнению, притеснениями со стороны «Русской общины» подвергаются также граждане России, которые исповедуют ислам, в частности, уроженцы Северного Кавказа.

### Чеченцы и ингуши
В мае 2025 года в городе Камешково группа вооружённых людей с дубинками, кастетами и ножами напала на уроженцев Ингушетии, выкрикивая при этом националистические лозунги. Об этом нападении сообщил Адам Делимханов, чеченский депутат, который счёл, что очевидцами нападение было расценено как националистически мотивированное. Некоторые каналы указывали на то, что за нападением стоит «Русская община», хотя Ткачук, один из координаторов общины, отверг причастность организации к нападению на ингушей. Ранее, в декабре 2024 года, случился конфликт между этническим чеченцами и представителями «Русской общины» в Санкт-Петербурге. Так, по словам самой организации, уроженцы Чечни якобы отняли паспорт у военнослужащего российской армии, а затем якобы шантажировали его с целью получения денег. Сам же военнослужащий оказался 45-летним местным жителем, ранее привлекавшимся за умышленное причинение вреда здоровью, воевавшим в российско-украинской войне в составе ЧВК «Вагнер», куда он попал из колонии. Конфликт произошёл между тремя чеченцами — 19, 32 и 33 лет, старшие из которых работали охранниками, а младший был гостем своего родственника. Около пяти вечера, 1 декабря 2024 года, люди в балаклавах вошли в будку охраны, с целью отыскать «Седого», который, как позднее выяснилось, уволился ещё в середине ноября и вернулся в Чечню. Одного из коллег «Седого» ударили в нос, а второму дали пощёчину. Общинники заявили, что у него есть вопросы к «Седому», поскольку тот якобы приставал к женщине. Уходя, общинники обозначились, назвав себя членами «Русской общины». 
В июне 2025 года члены «Русской общины» пытались задержать двух детей чеченской национальности 8 и 11 лет. За них заступились очевидцы, одна из которых, также чеченка по национальности, заявила, что один из детей первоклассник. Общинники были в медицинских масках, которые скрывали их лица. При них также были удостоверения Следственного комитета, что позволило им избежать задержания полицией. 
В июле 2025 года в Подмосковье произошла массовая драка между чеченцами и ингушами с одной стороны и «Русской общины» с другой. 14 июля 2025 года охранник, уроженец Ингушетии, сделал замечание мужчине, который распивал алкоголь и шумел на КПП. Впоследствии, предположительно этот мужчина, спровоцировал драку, в которой проиграл чеченцу. Позже 30-40 человек с арматурой и дубинками прибыли на место конфликта. «Они разгромили комнату охраны, начался беспредел. Мы вытащили ножи, чтобы остановить нападение. Тогда они отступили. В это время приехала полиция, вроде все успокоилось. Нас было 10-15 человек», — заявил участник тех событий со стороны чечено-ингушской диаспоры. 

### Дагестанцы
В марте 2025 года в Санкт-Петербурге у «Русской общины» произошёл конфликт с уроженцем Дагестана, охранником магазина «Верный». По словам общинников, дагестанец якобы оскорбил жену российского военнослужащего, участника российско-украинской войны. Женщина пожаловалась на «оскорбления» общинникам, которые позднее заставили мужчину извиниться. Сам же дагестанец являлся бывшим российским военнослужащим, участником российско-украинской войны, демобилизовавшегося по состоянию здоровья. Он сообщал, что общинники разбили ему голову и использовали против него перцовый баллончик. «Видео, которое они выложили — это неправда, они показали то, что им выгодно», — заявил дагестанец относительно сложившийся ситуации, видео, на котором общинники его показали. Сами же общинники заявляли, что дагестанец угрожал убить женщину. Дагестанец же пожаловался на произошедшее Путину. 

### Башкиры и татары
Уфимским отделением «Русской общины» руководит Константин Кузнецов, принимавший участие в русском ультраправом движении ещё с начала 2010-х годов и продвигающий идею ликвидации Республики Башкортостан. В мае 2025 года мэрия Уфы провела голосование по вопросу выбора названия будущей площади на реке Агидель, основными вариантами которой стали «Ағиҙел майҙаны» (площадь реки Агидель) и «Троицкая», отсылающая к названию одноимённой церкви, стоящей в Уфе до 1950-х годов. В царский период на территории церкви казнили башкир, принимавших участие в башкирских восстаниях. Вариант «Троицкая» активно продвигался «Русской общиной» и лично Кузнецовым, которому не понравилось, что в голосовании приняли участие в числе прочего башкиры, проживающие не в столице республики. Хотя сама организация привлекла к голосованию уроженцев России.

### Ногайцы
В апреле 2025 года у «Русской общины» произошёл конфликт с ногайцами в посёлке Фёдоровский, Сургутского района, Ханты-Мансийского автономного округа. Ногайцы попросили представителей общины снять наклейки с символикой организации, но общинники отказались это сделать, что привело к конфликту.

### Буряты
В июне 2025 года на станции Немчиновка, в Москве, ранее судимый член «Русской общины» незаконно задержал женщину азиатской внешности и потребовал показать документы под предлогом «проверки мигрантов». Женщина оказалась уроженкой Улан-Удэ. Глава Бурятии Алексей Цыденов и направил материалы дела в Следственный комитет.

## Деятельность против русских
В октябре 2024 года у «Русской общины» произошёл конфликт с Борисом-Мансуром Гнеевым, этническим русским, перешедшим в ислам. Против 22-летнего уроженца Кубани Гнеева составили протокол о разжигании межнациональной ненависти и вражды, поскольку тот раскритиковал Андрея Ткачука, лидера общины. По всей видимости, поводом для преследования Гнеева стало видео «Геноцид адыгов (черкесов)», на котором он рассказывал об истории адыгов и выражал сожаление, что большинство жителей Адыгеи являются русские, а не коренное население, которых истребители в ходе геноцида черкесов. Ранее, в июле того же года, общинники окружили дом Гнеева и его матери в хуторе Херсонский. Позиция Гнеева относительно христианства показалась общинникам оскорбительной, поскольку в своих видео Гнеев называл христианство «нелогичным», а его догматы недоказанными.

## Исламофобия
Мусульмане подвергаются притеснениям и дискриминации со стороны «Русской общины». Так, например, руководитель общины Андрей Ткачук называл мусульман «басурманской нечистью». Общинники также выступали против раздачи газеты Ас-Салам, которая печатается по согласованию с муфтиятом.

### Снос мечетей и закрытие молельных помещений
В апреле 2024 года «Русская община» добилась сноса молельного дома в Троицке, заявив, что «впереди непочатый край работы». В январе 2025 года община добилась закрытия местной религиозной мусульманской общины в Подмосковье, а вместе с ней и молельного помещения. В отношении Салавата Ибатуллина расследуется уголовное дело по статье 173.1 УК РФ.

## Проблемы с законом
В мае 2024 года суд арестовал шесть членов «Русской общины», которые в апреле пришли к школе в посёлке Койсуг в поисках «нелюдей» и блокировали учебное заведение. Причиной инцидента стал конфликт на национальной почве между учеником и учителем русского языка и литературы.
В августе 2024 года, в Санкт-Петербурге, уроженец Таджикистана вызвал членов «Русской общины» для решения конфликта с конкурентом-водителем такси из Дагестана. Участники конфликта были доставлены в полицию, впоследствии десять членов «Русской общины» были признаны виновными в мелком хулиганстве и административно арестованы.
В октябре 2024 года уполномоченный по правам человека в Чечне Мансур Солтаев обратился к полиции и прокуратуре с просьбой провести проверку деятельности «Русской общины». По мнению Солтаева, организация работает на иностранные спецслужбы с целью разжигания межнациональной розни в России.
6 мая 2025 года во Всеволожске прошли обыски у представителей «Русской общины» по делу о причинении смерти по неосторожности. Ранее, 3 мая 2025 года, представители общины, представившись полицией, вломились в квартиру дома на Ленинградской улице. По версии следствия, активисты сломали дверь и использовали против жильца газовый баллончик и электрошокер. В квартире также были двое гостей — мужчина и женщина, которые забаррикадировались в одной из комнат. Когда члены «Русской общины» попытались сломать дверь, мужчина поджёг мебель, в результате чего он погиб, а находившаяся с ним девушка выпрыгнула из окна, получив тяжёлые травмы.
25 мая 2025 года во время матча команд «Русская община» и «Diesel» в Любительской футбольной лиги Щёлково между игроками двух команд случилась перепалка, а после матча игроки и болельщики «Русской общины» напали на семнадцатилетнего игрока команды «Diesel». В результате драки игрок получил травмы головы и челюсти. Изначально «Русская община» заявила, что драку начал игрок команды «Diesel», не смирившийся с поражением своей команды. Однако команда «Diesel» в этом матче одержала победу, а позже было опубликовано видео, на котором видно, как первый удар нанёс игрок «Русской общины». Следственный комитет сообщил, что проводит проверку, а Контрольно-дисциплинарная комиссия лиги запретила болельщикам РО использовать баннеры, флаги, барабаны, мегафоны и другие атрибуты коллективной поддержки, оштрафовала команду на 50 тысяч рублей и дисквалифицировала четырёх игроков. Так же КДК установило факт ношения болельщиками РО огнестрельного оружия на матче.
28 мая 2025 года трое членов «Русской общины» в Коврове были заключены под стражу по делу о похищении и пытках. По версии следствия, 25 мая они вывезли в лес члена «общины», связали ему руки скотчем, надели на голову пакет и как минимум три часа избивали его, а также использовали электрошокер. Помимо избиений и пыток, после похищения потерпевшему угрожали изнасилованием резиновой дубинкой и убийством. Следственным комитетом РФ подозреваемым предъявлено обвинение в похищении человека, совершённом группой лиц по предварительному сговору с применением насилия.

## Раскол
В мае 2024 года в «Русской общине» произошёл раскол, от неё отделилось несколько региональных ячеек (Сахалинская, Калининградская и Краснодарского края), в октябре от организации отделилось тюменское отделение. Официальным предлогом было несогласие с политикой материнской организации: «руководство Русской Общины вводит авторитарные методы управления» и «использует своих общинников для получения хайпа и медийной картинки». Отколовшиеся ячейки создали организацию «Русская дружина», которая курируется Константином Малофеевым.